# جونسون هيبوليت
جونسون هيبوليت (بالإنجليزية: Johnson Hippolyte)‏ هو لاعب كرة قدم ومدرب كرة قدم بريطاني في مركز الوسط، ولد في 9 يونيو 1964. لعب مع دولويتش هاملت ونادي ألدرشوت تاون ونادي ويلدستون لكرة القدم.